# Lamentación de Cristo (Massys)
El tríptico de la Lamentación de Cristo es un retablo pintado en 1511 por el pintor renacentista flamenco Quinten Massys para la  capilla del gremio de carpinteros en la catedral de Amberes, donde se conserva. 
El panel central está dedica a la lamentación sobre el cuerpo de Cristo muerto y mide 260 cm de alto y 263 cm de ancho. Las tablas laterales miden 260 por 120 cm. El tema principal es la lamentación sobre el Cristo muerto, con Juan el Evangelista, la Virgen María y las santas mujeres. En la parte posterior aparece el Calvario con sus tres cruces en lo alto. 
En las alas laterales están representados los santos patronos de los carpinteros, los dos Juanes. A la izquierda, está la escena de Salomé presentando a Herodes la cabeza de san Juan Bautista. A la derecha, el martirio de san Juan el Evangelista.